# 埃尔林·特龙森
埃尔林·特龙森（挪威語：Erling Trondsen，1959年12月28日—），挪威男子游泳运动员。他曾代表挪威参加1976年、1980年、1984年、1988年和1992年夏季残疾人奥林匹克运动会游泳比赛，获得十三枚金牌、六枚银牌和一枚铜牌。